# Oodnadatta
Oodnadatta, a l'estat d'Austràlia del Sud, és una petita població que ocupa una superfície de 7800 km² i amb una economia basada en la ramaderia bovina i pastures semiàrides, és propera al Desert de Simpson. Es troba a 112 m sobre el nivell del mar. El seu nom deriva de l'idioma Arrernte utnadata, que significa "Florida de l'acàcia (mulga)".
L'any 2006 tenia 277 habitants.
Aquesta població ha enregistrat la temperatura més alta d'Austràlia:50,7 °C el dia 1 de febrer de 1960.

## Història
John McDouall Stuart explorà aquesta regió l'any 1859. Oodnadatta esdevingué l'estació terminal del ferrocarril d'Austràlia del Sud l'any 1890, fins que la línia, en gran part construïda per afganesos, es va allargar fins Alice Springs el 1929.

## Clima
Oodnadatta té un clima desèrtic, amb una pluviometria anual de 174 litres, la temperatura mitjana de les màximes de gener és de 37,7 °C i la de juliol de 19,6 °C, hi poden haver glaçades lleugeres. Segons la classificació de Köppen li correspon BWh.

## Llocs d'interès
- Pont d'Algebuckina